# Операция «Сафари»
Операция «Сафари» (нем. Unternehmen Safari) — специальная военная операция германского Вермахта во время Второй мировой войны, направленная на разоружение датской армии. Это привело к затоплению Королевского флота Дании и интернированию всех датских военнослужащих. В ходе данной операции датские войска потеряли 23-26 человек убитыми, около 40-50 ранеными и 4600 взятыми в плен. Из примерно 9000 участвовавших в операции немецких военнослужащих, по одним источникам — один был убит и восемь человек были ранены, по другим источникам у немцев было 11 убитых и 59 раненых.

## Предыстория

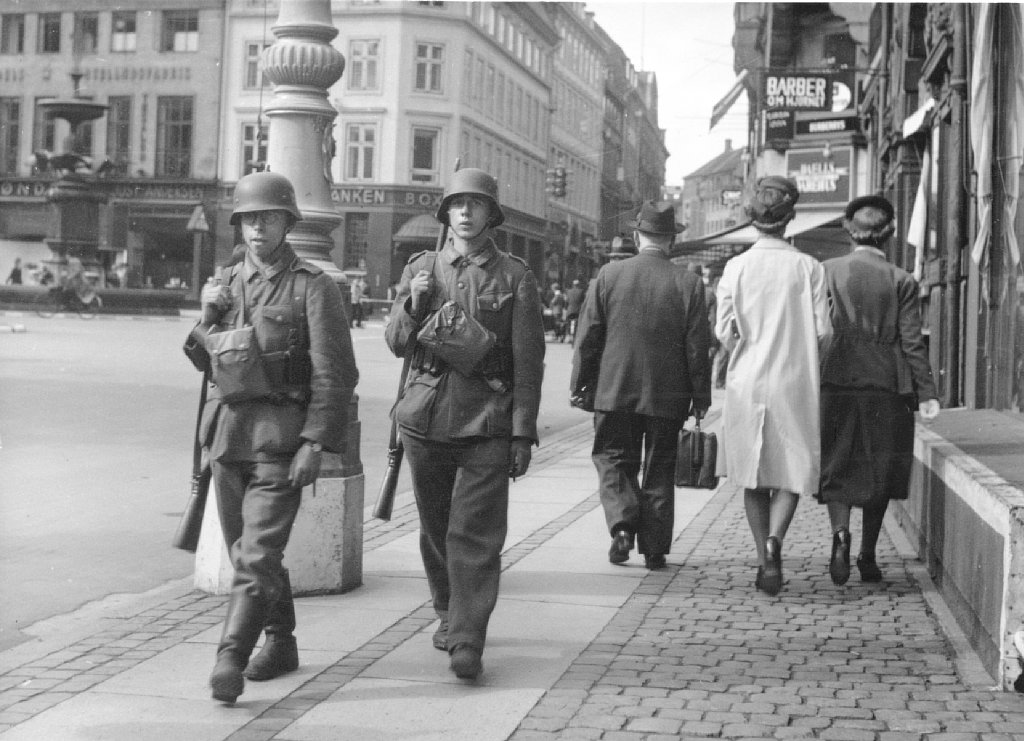
Немцы патрулируют Хойбро-Пладс после объявления военного положения, 29 августа 1943

В первые годы войны Дания была известна как образцовый протекторат, получив прозвище «Сливочный фронт» (нем. Sahnefront) из-за относительной легкости оккупации и большого количества молочных продуктов. Генерал Герман фон Ханнекен, командующий немецкими сухопутными войсками в Дании хотел, чтобы датская армия была разоружена; опасаясь, что если войска противника вторгнутся, датские войска могут помешать немецким поставкам и коммуникациям. Планы по разоружению датской армии первоначально были разработаны в июне 1943 года и к июлю были почти готовы к реализации.
Вице-адмирал Ганс-Генрих Вурмбах, старший немецкий военно-морской офицер в Дании, был против этого плана. Датчане проявили готовность сотрудничать, и датский военно-морской флот выполнял множество морских обязанностей, замена которых потребовала бы от Кригсмарине ресурсов и рабочей силы. Летом ситуация в Дании ухудшилась; 28 июля датский рабочий взорвал немецкое грузовое судно на верфи в Оденсе. Напряженность между немцами, которые хотели охранять корабль, и датскими рабочими возросла, достигнув кульминации в Августовском восстании; к концу месяца власти Германии и Дании уже не могли контролировать гражданские беспорядки во многих городах страны.
В итоге немцы решили разоружить датский флот. Вурмбах не информировал своих подчиненных об этой операции планирование которой продолжалось до 26 августа. 28 августа немцы объявили Данию «вражеской территорией». Датское правительство было распущено, план Ханнекена был реализован и введено военное положение.

## Операция
Целью операции было одновременно захватить и разоружить всю датскую армию, чтобы помешать им оказать помощь возможному вторжению противника.

### Армия
Операция началась в 04:00, и действия велись одновременно на каждой армейской базе Дании. Датчане были застигнуты врасплох, и сопротивление носило хаотичный характер. Во многих местах датские солдаты сдались мирно, но в некоторых шли бои. В казармах в Нестведе, где находился будущий премьер-министр Анкер Йоргенсен, погибли два датских солдата. Когда немецкие войска попытались проникнуть в арсенал школы стрельбы из пистолета, произошла перестрелка, в результате которой трое немцев были убиты. Датская королевская семья находилась во дворце Соргенфри, когда немцы под командованием генерал-лейтенанта Эдуарда Риттера фон Шляйха напали на дворец, что привело к новой стычке и гибели семи немцев.

### Военно-морской флот
После инцидента, когда флот был вынужден передать немцам шесть торпедных катеров, командование флота запланировало затопление своих кораблей на 5 февраля 1941 года. Вице-адмирал О. Х. Ведель, командующий датским флотом, отдал приказ, согласно которому в случае попытки немцев захватить флот экипажи должны были попытаться плыть в нейтральную Швецию, или затопить свои корабли, если уход в Швецию был невозможен. В 04:08 было отправлено сообщение K N U от Главного военно-морского командования Дании, предупреждающее их экипажи о том, что немецкая операция вот-вот начнется. Первый взрыв произошел в 04:13, когда военно-морской флот уже топил свои корабли в гавани, а корабли в море пытались уйти в нейтральные воды или воды противников Германии. Броненосец «Нильс Юэль» при этом был перехвачен в бою в Исе-фьорде и возвращён. После окончания операции большая часть военно-морского персонала была интернирована в K.B. Hallen. Из пятидесяти двух кораблей ВМС Дании на 29 августа два находились в Гренландии, тридцать два были затоплены, четыре достигли Швеции и четырнадцать были взяты немцами неповрежденными. Девять датских моряков были убиты и десять ранены, хотя их могло быть больше.

## Базы и объекты подвергавшиеся атакам

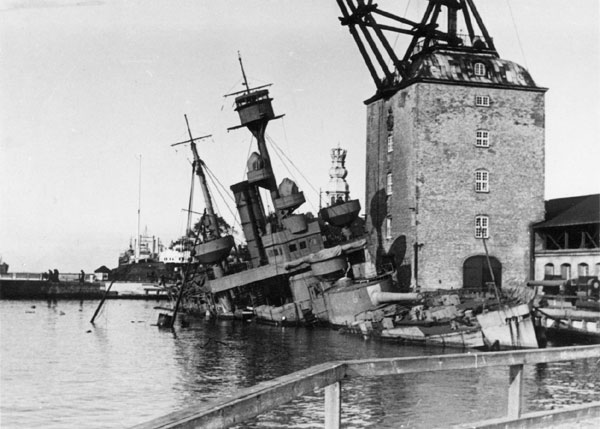
Затонувший Корабль береговой обороны типа «Херлуф Тролле» в гавани Копенгагена.

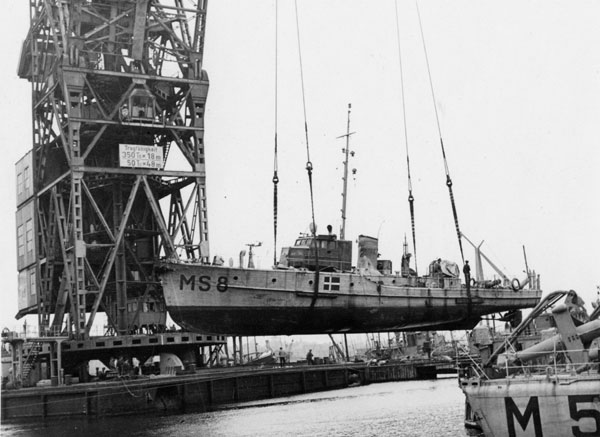
Утилизация тральщика МС 8

- Армейский стрелковый завод/Новый дом одежды[22]
- Арсенал боеприпасов
- Амагерские казармы
- Казармы Бодсмандсстредес
- Казармы Херлуфа Троллесгадеса
- Школа стрельбы из огнестрельного оружия
- Казармы Гернерсгадес
- Русенборгские казармы[англ.]
- Егерсборгские[англ.] казармы
- Гвардейские гусарские[англ.] казармы в Нестведе
- Оденсе казармы
- Нюборг Вандрехем
- Отель Нюборг Странд
- Казармы Гернерсгадес[англ.]
- Дворец Соргенфри[англ.][3]
- Холмен, Копенгагенeн[англ.]
- Конгелундсфортет
- Миддельгрунн
- Военно-морская база Корсёр
- Военно-морская база Нюборг

## Последствия
«Датский флот был потоплен с честью. Да здравствует датский флот!»

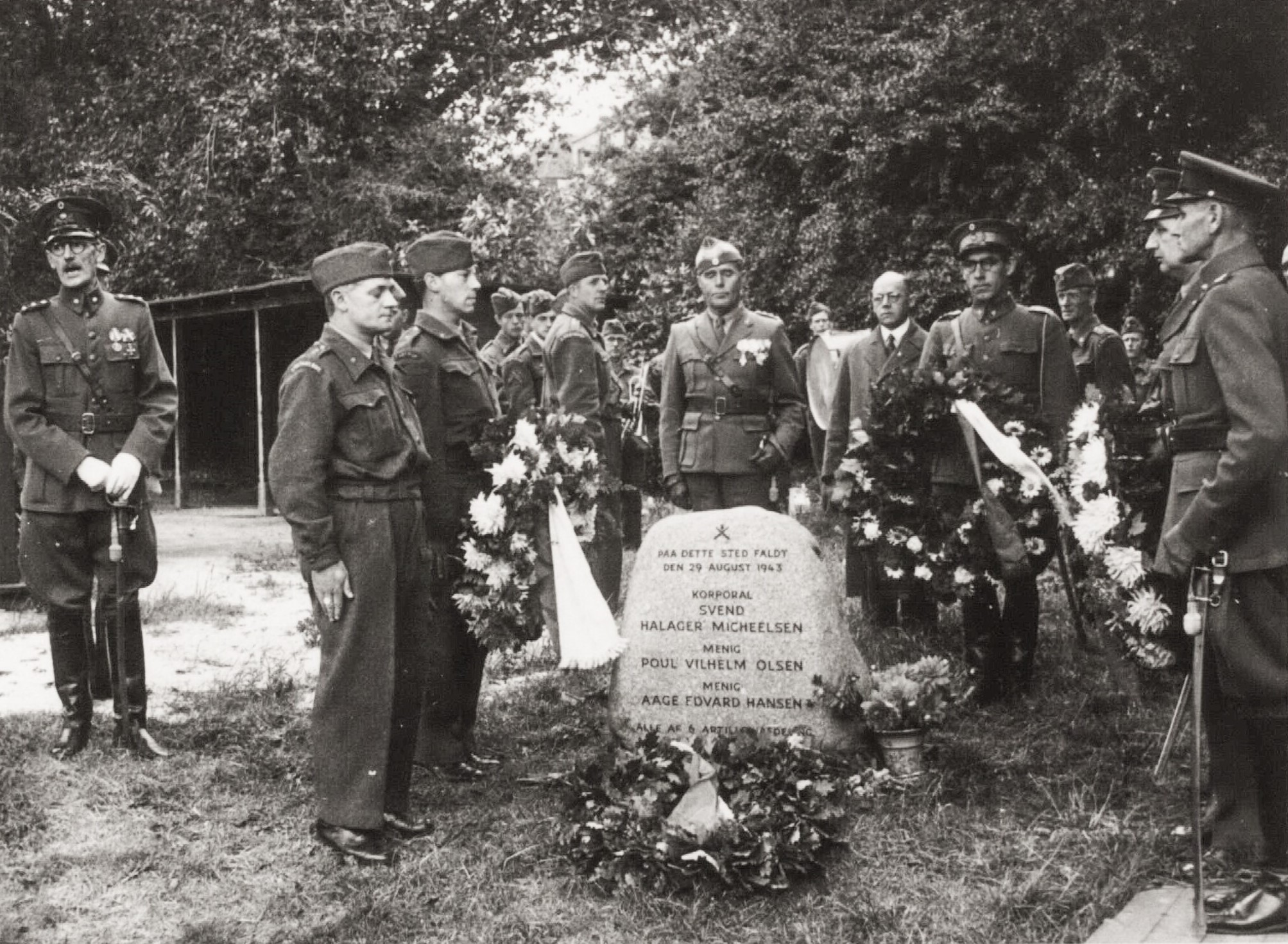
Мемориал в Баллонпаркене,
29 августа 1946 года.

В качестве пленных было захвачено 4600 датских военнослужащих, хотя некоторым позже удалось сбежать. От 23 до 26 датских военнослужащих были убиты и ещё от 40 до 50 получили ранения. Датчанам удалось затопить 32 судна, от шести до тринадцати судов смогли сбежать и спастись, а четырнадцать были захвачены немцами. Немцы сообщили о своих потерях — один убитый и восемь раненых, хотя по другим источникам они могли достигать 11 убитых и 59 раненых.
Был создан Малый генеральный штаб — датское движение сопротивления, состоящее из офицеров, с целью сбора разведывательной информации. Солдаты, сбежавшие в Швецию создали Датскую бригаду, где тренировались до конца войны и вернулись воевать во время освобождения Дании. Корабли которым удалось сбежать и спастись, позднее вновь вошли в состав датской флотилии, а многие затонувшие корабли немцам удалось поднять с мели и поставить в строй. Немцы также захватили лагерь Хорсерёд, где содержались датские коммунисты. Около 150 из них были отправлены в концентрационный лагерь Штуттгоф в Германии.

### Память
29 августа 2003 года премьер-министр Дании Андерс Фог Расмуссен выступил с речью перед сотрудниками и студентами Датской королевской военно-морской академией. Он похвалил затопление военно-морского флота и отставку правительства Дании во время операции «Сафари», утверждая, что эти действия повысили мнение стран антигитлеровской коалиции о Дании.